# Zhou Jihong
Zhou Jihong (chiń. 周繼紅 ur. 11 stycznia 1965) – chińska skoczkini do wody. Złota medalistka olimpijska z olimpijska z Los Angeles.
Zawody w 1984 były jej jedynymi igrzyskami olimpijskimi. Medal wywalczyła w skokach z wieży dziesięciometrowej. W 1982 była trzecia w tej konkurencji na mistrzostwach świata oraz druga na igrzyskach azjatyckich.
Jej mąż Tian Bingyi również był medalistą olimpijskim.